# Francesco Giacomelli
Pour les articles homonymes, voir Giacomelli (homonymie).
Francesco Giacomelli, né le 16 avril 1957 à Predazzo, est un coureur du combiné nordique et sauteur à ski italien.

## Biographie
Membre du club GS Fiamme Gialle, il s'est présenté dans ces deux disciplines aux Jeux olympiques d'Innsbruck en 1976 : en combiné, il s'est classé 31e sur 33 participants ; en saut spécial, il termine 44e sur grand tremplin à Innsbruck et 49e sur tremplin normal à Seefeld (sur 55 participants lors de chaque épreuve).
Il a été champion d'Italie de combiné en 1975, 1976, 1977 et 1978, et de saut spécial en 1976.

## Sources
- Sports de Référence: Francesco Giacomelli (consulté le 16. Octobre 2011)
- Federazione Italiana Sport Invernali: Combinata nordica, l'albo d'oro dei Campionati Italiani (maîtres italiens dans le combiné, italien, consulté le 16. Octobre 2011)
- Federazione Italiana Sport Invernali: Salto speciale, l'albo d'oro degli Assoluti (maîtres italiens en particulier, des sauts, des italiens, consulté le 16. Octobre 2011)